# Хар, Фрэнсис, 6-й граф Листоуэл
Фрэнсис Майкл Хар, 6-й граф Листоуэл (англ. Francis Michael Hare, 6th Earl of Listowel; родился 28 июня 1964 года) — ирландский и британский пэр, носивший титул учтивости — виконт Эннисмор с 1964 по 1997 год. Сначала он заседал в Палате лордов по праву своего пэрства Соединенного Королевства барона Хара и теперь является одним из девяноста наследственных пэров, избранных остаться в Палате лордов после принятия Акта о Палате лордов 1999 года, где он сидит как независимый депутат.

## Биография
Родился 28 июня 1964 года. Старший сын Уильяма Хара, 5-го графа Листоуэла (1906—1997), и Памелы Молли Дэй, дочери Фрэнсиса Дэя. Племянник Джона Хара, 1-го виконта Блэкенхема (1911—1982).
Он получил образование в Вестминстерской школе и колледже королевы Марии и Вестфилда в Лондоне, который он окончил со степенью бакалавра английской литературы в 1992 году.
12 марта 1997 года после смерти своего отца Фрэнсис Хар унаследовал титулы 6-го графа Листоуэла, 4-го барона Хара из Конвамора, 6-го барона Эннисмора, 6-го виконта Эннисмора и Листоуэла.
Графский титул был назван в честь города Листоуэл на севере графства Керри в Ирландии.